# Munderkingen
Munderkingen é uma cidade da Alemanha, no distrito dos Alpes-Danúbio, na região administrativa de Tubinga, estado de Baden-Württemberg. Está situada às margens do rio Danúbio, 9 km a sudoeste de Ehingen e 31 km a sudoeste de Ulm.

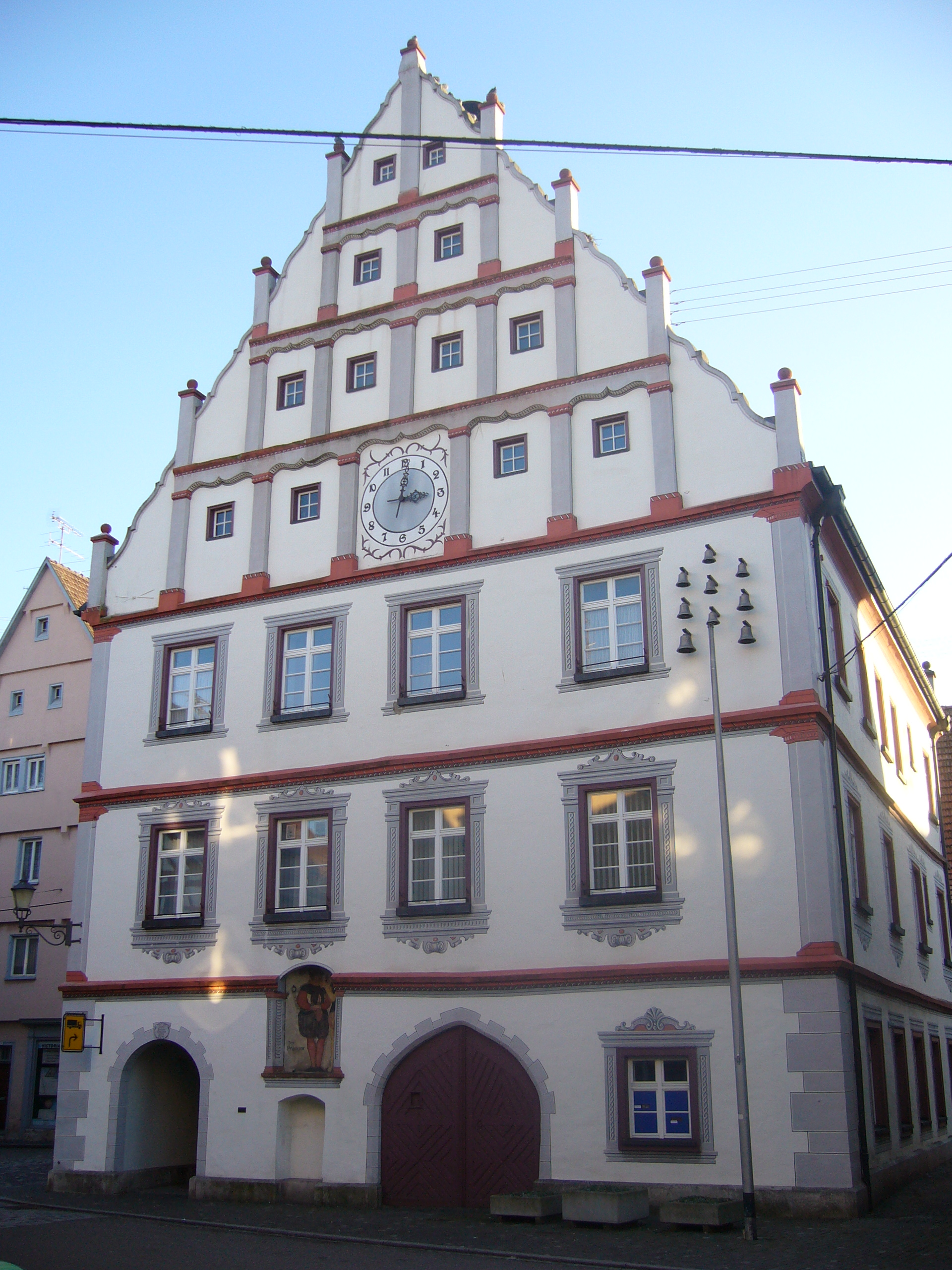
Prefeitura de Munderkingen